# 船越村 (三重県)
船越村（ふなこしむら）は、三重県志摩郡にあった村。現在の志摩市の一部にあたる。

## 地理
大王崎の西南部に位置していた。
- 海洋：太平洋、英虞湾[2]
- 半島：志摩半島[2]

## 歴史
- 江戸時代、志摩国英虞郡船越村は、鳥羽藩領で鵜方組に属した[2]。
- 1889年（明治22年）4月1日、町村制の施行により、英虞郡船越村が単独で村制施行し、船越村が発足[1][2]。大字は編成せず[2]。
- 1896年（明治29年）4月1日、郡の統合により志摩郡に所属[2][3]。
- 1932年（昭和7年）県の助成を受け片田村と共同で建設を進めた深谷水道が完成[2]。
- 1954年（昭和29年）8月1日、志摩郡波切町、名田村と合併し、大王町を新設して廃止された[1][2]。合併後、大王町大字船越となる[2]。

### 地名の由来
南の海から北側に海に船を運んだことにちなむ。

## 産業
- 農業、漁業